# 이토시마반도

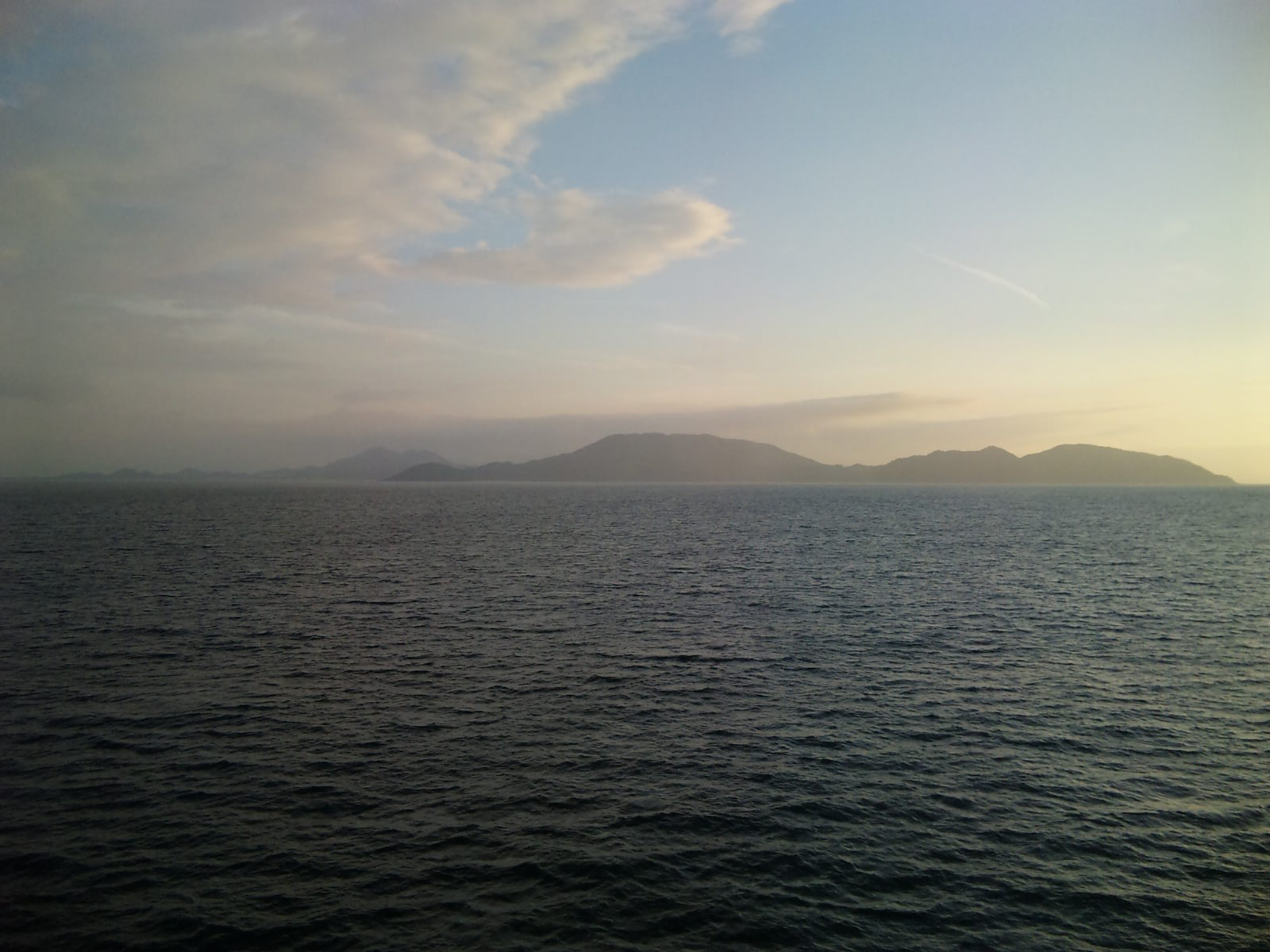
겐카이나다에서 이토시마반도를 바라본 모습.

이토시마반도(일본어: 糸島半島 이토시마반토[*])는 일본 후쿠오카현 서쪽 겐카이나다에 돌출된 반도이다. 후쿠오카시 니시구 이마주쿠와 이토시마시의 경계 지역이다. 이토시마반도는 즈이바이지강과 라이잔강의 퇴적물이 북부의 여러 도서부분과 남부의 산괴를 서로 연결시켜 이어지게 만든 퇴적 지형의 반도이다.

## 지리
이토시마반도의 동부는 후쿠오카시 니시구 스센지, 이마즈, 구와하라, 모토오카, 미야노우라, 고타, 구사바, 니시노라가 있으며, 서부와 남부는 이토시마시의 영역이다.
겐카이나다와 인접한 겐카이 국정공원으로 일본 국립 자연보호구역으로 지정되어있다. 백사청송의 솔밭(마쓰바라)이 펼쳐져 있어 이키노마쓰바라와 니기노마쓰바라가 있다. 또한 3대 현무동이라고 부르는 게야노오토(게야의 대문)와 일본의 나기사 100선에도 선정된 후타미가우라등 다양한 명승지가 있다. NHK의 대하드라마인 호조 도키무네의 촬영지기도 하다.
라이잔산 산괴와 이어진 이토시마반도는 100-300 m급의 산이 펼쳐진 지형으로, '지쿠시후지'라고도 불리는 가야산(해발고도 365 m)과 히야마산(해발고도 244 m), 고시악(해발고도 254 m), 다테이시산(해발고도 210 m), 나다야마산(해발고도 210 m), 비샤몬산(해발고도 177 m) 등이 있다. 이토시마반도의 지질은 화강암류 이토시마형이다.

## 역사
이토시마반도 일대는 고대의 이토국이 있던 곳으로 추정된다. 고전 문헌인 만엽집과 화명류취초에서는 이토시마반도 자체를 이토(怡土)라고 표기한 기록이 있다. 유적도 많이 분포되어 있어 이토국 시절의 유적이 이토시마시 히라바루 유적(야요이 시대 후기)를 포함한 소네 유적군(일본의 국가사적, 야요시 시대 초기-고훈 시대 중기 분포)과 미쿠모·이하라 유적군(야요이 시대 중기-고훈 시대 초기 분포)가 있다. 야요이 시대가 되면 즈이바이지강과 가와바루강에서 흘러나온 퇴적토가 쌓여 삼각주를 형성하기 시작했지만 북쪽은 아직 여러 군도가 있는 섬 지대였다. 중세까지 시토와 도마리 사이는 만조 때는 바다 밑으로 가라앉고, 간조 때만 물이 빠져 드러나는 간석지 상태였다. 이토 북부는 조몬 시기, 야요이 시기부터 사람이 살아 논 경작에는 적합하지 않았지만 어업에 적합한 지역이었다.
1898년 8월 10일에는 이토시마반도에 있는 히나타토게-오카사기토게 단층대 인근 지역에 규모 M6.0의 이토시마 지진이 발생했으며 지진으로 후쿠오카시 서부에서 이토시마시에 달하는 후쿠오카 서부 지역이 피해를 입었다. 2005년 3월 20일에는 이토시마반도 북쪽 끝의 니시노우라곶에서 북북서쪽으로 약 9 km 떨어져 있는 지점의 겐카이나다 해역에서 규모 M8.0의 후쿠오카현 서쪽 해역 지진이 발생해 이토시마반도에서 일본 기상청 진도 계급 기준 6약을 관측하였다.

## 같이 보기
- 이토국